# Armatoglyptes habei
Armatoglyptes habei is een rankpootkreeftensoort uit de familie van de Lithoglyptidae. De wetenschappelijke naam van de soort is voor het eerst geldig gepubliceerd in 1963 door Tomlinson.